# Municipio de Marlette
El municipio de Marlette (en inglés: Marlette Township) es un municipio ubicado en el condado de Sanilac en el estado estadounidense de Míchigan. En el año 2010 tenía una población de 1763 habitantes y una densidad poblacional de 12,98 personas por km².

## Geografía
El municipio de Marlette se encuentra ubicado en las coordenadas 43°21′4″N 83°3′18″O / 43.35111, -83.05500. Según la Oficina del Censo de los Estados Unidos, el municipio tiene una superficie total de 135.87 km², de la cual 135,79 km² corresponden a tierra firme y (0,06 %) 0,08 km² es agua.

## Demografía
Según el censo de 2010, había 1763 personas residiendo en el municipio de Marlette. La densidad de población era de 12,98 hab./km². De los 1763 habitantes, el municipio de Marlette estaba compuesto por el 96,65 % blancos, el 0,34 % eran afroamericanos, el 0,28 % eran amerindios, el 0,11 % eran asiáticos, el 1,3 % eran de otras razas y el 1,3 % eran de una mezcla de razas. Del total de la población el 3,18 % eran hispanos o latinos de cualquier raza.